# 競輪場前站 (富山縣)
競輪場前站（日语：／ Keirinjō-mae Eki */?）是位於富山縣富山市岩瀨池田町，屬於富山地方鐵道富山港線的電車站。車站編號為C38。

## 歷史
為了增加富山港線的收入，富山機關區長加藤博明進行問卷調查，結果計劃開設乘降場。在1959年（昭和34年）4月18日，金澤鐵道管理局開設臨時乘降場。後來隨著國鐵分割民營化，由西日本旅客鐵道（JR西日本）繼承此乘降場，同時升級為臨時車站。在1990年（平成2年）3月10日加設營業距離。不論在國鐵或西日本旅客鐵道時代，車站只會在富山競輪比賽日才開設車站進行客運服務。
隨著富山港線將會由富山輕軌接管，車站在2006年（平成18年）3月1日停用。後來在2006年（平成18年）4月29日，富山輕軌開設此站，同時變為常設車站。

### 年表
- 1959年（昭和34年）4月18日 - 金澤鐵道管理局開設競輪場前臨時乘降場[3]。
- 1987年（昭和62年）4月1日 - 伴隨國鐵分割民營化，車站由西日本旅客鐵道（JR西日本）營運[3]。同時升級至臨時車站[4][注 1]。
- 1990年（平成2年）3月10日 - 設定營業距離[4]。
- 1993年（平成5年）6月19日 - 候車室翻新工程完成，舉行了紀念儀式[9]。
- 2006年（平成18年）
  - 3月1日 - 車站廢止[8]。
  - 4月29日 - 富山輕軌接管富山港線，此站重開[8]。
- 2020年（令和2年）2月22日 - 隨著富山輕軌被富山地方鐵道收費合併，成為富山地方鐵道的電車站[10][11]。

## 車站構造
本站是地面車站，並設有2面1線的相對式月台。此站在富山輕軌接管至今皆為無人車站，在西日本旅客鐵道時代則為簡易委託車站，並且可購買車票。
本站的鋼架平房候車室在1993年（平成5年）6月19日落成，總面積42平方米。後來由於候車室老化，設施擁有者富山競輪場施設所有者決定翻新候車室。總工程費6千5百萬日圓，當中2千5百萬日圓由富山市承擔。

### 月台
| 月台 | 路線      | 方向       |
| ---- | --------- | ---------- |
| 1    | ■富山港線 | 岩瀨濱方向 |
| 2    | ■富山港線 | 富山站方向 |

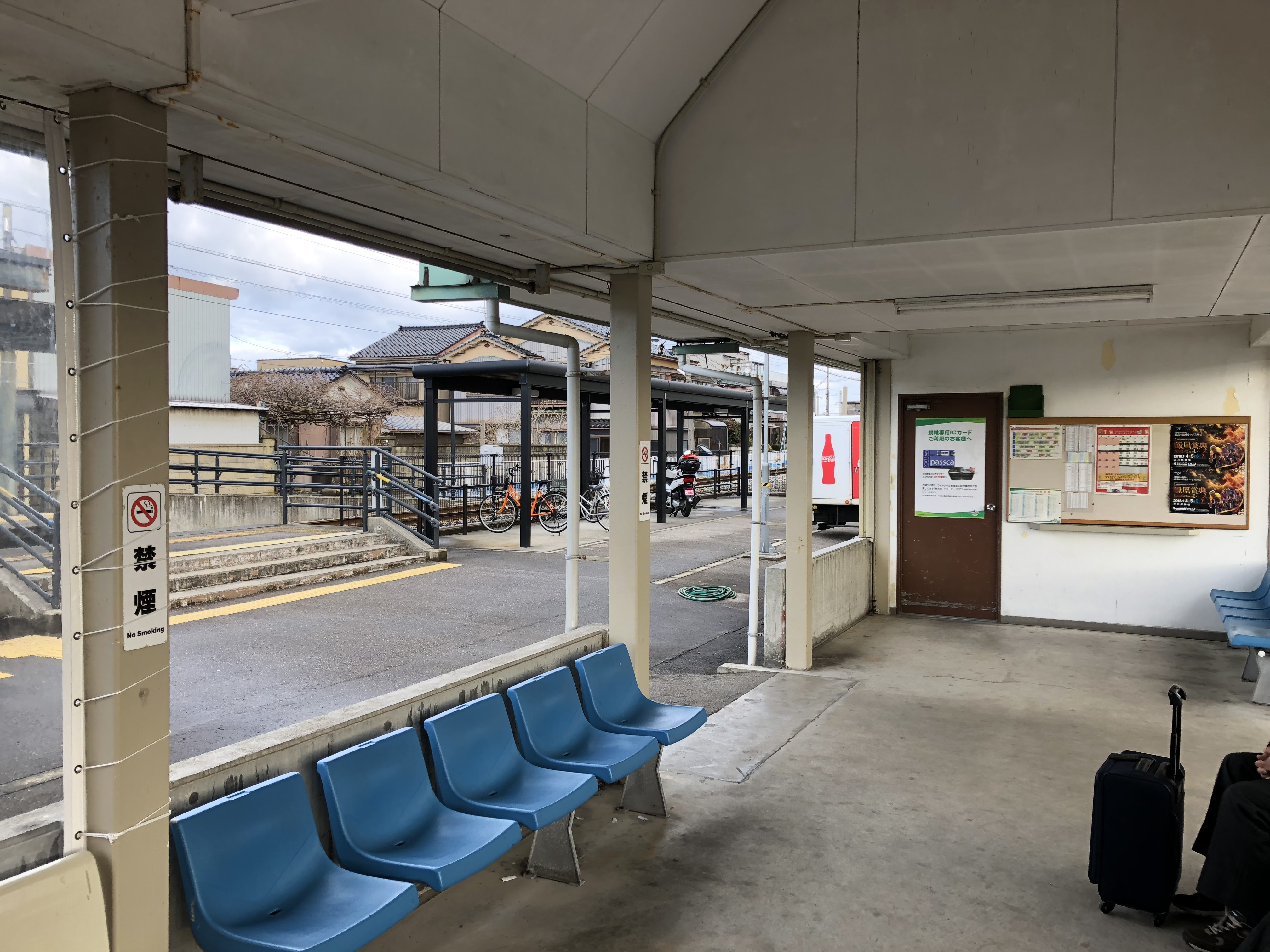
候車室（2018年1月）
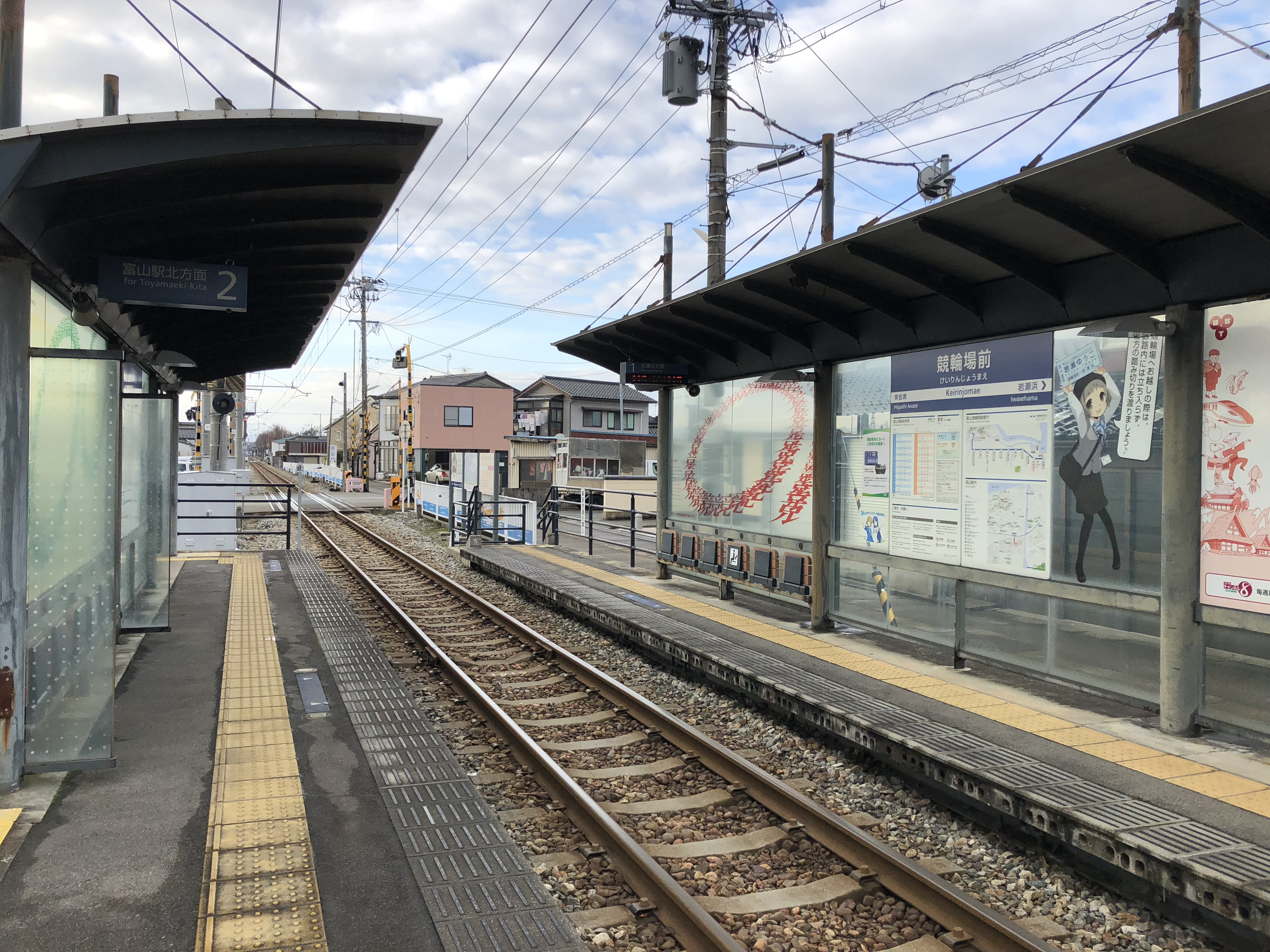
月台（2018年1月）
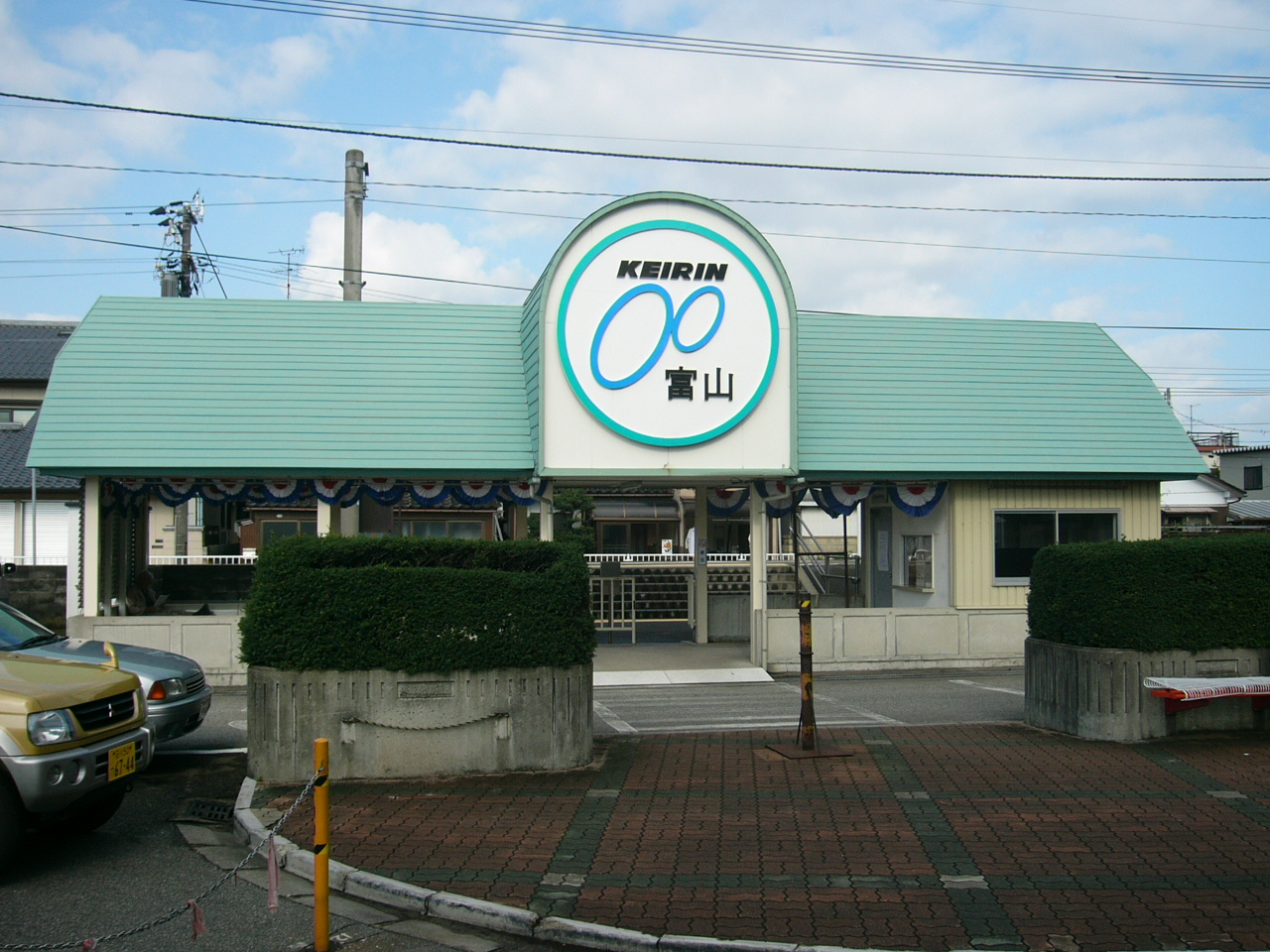
JR時代的競輪場前站（2005年10月）

## 使用狀況
根據《富山縣統計年鑑》，以下為各年度一日平均乘車人次：
| 年度               | 1日平均 乘車人次 |
| ------------------ | ---------------- |
| 2005年（平成17年） | 52               |
| 2004年（平成16年） | 41               |
| 2003年（平成15年） | 32               |
| 2002年（平成14年） | 39               |
| 2001年（平成13年） | 44               |
| 2000年（平成12年） | 53               |
| 1999年（平成11年） | 53               |
| 1998年（平成10年） | 49               |
| 1997年（平成9年）  | 51               |

## 車站周邊
- 富山競輪場（日语：富山競輪場）
- 岩瀨諏訪神社

## 相鄰電車站
富山地方鐵道
■富山港線
東岩瀨（C37）－競輪場前（C38）－岩瀨濱（C39）

## 注腳

## 外部連結
- 競輪場前站 時間表PDF（日語） - 富山地方鐵道
- 競輪場前站（日語） - 西日本旅客鐵道（存檔）